# Chironemus georgianus
Chironemus georgianus is een straalvinnige vissensoort uit de familie van chironemiden (Chironemidae). De wetenschappelijke naam van de soort is voor het eerst geldig gepubliceerd in 1829 door Cuvier.